# Ligne 9-Émeraude
La ligne 9-Émeraude (en portugais : ligne 9-Esmeralda) est une ligne de trains de banlieue du réseau ferroviaire métropolitain de São Paulo propriété de l'État de São Paulo. Elle va d'Osasco à  Varginha (pt). Elle est exploitée par le consortium ViaMobilidade, concessionnaire pour trente ans, depuis 2021, de l'exploitation des lignes 8 et 9 du réseau. Elle a été créée sur l'ancienne branche de Jurubatuba de l'Estrada de Ferro Sorocabana.

## Histoire

### Création et début exploitation (1957-1996)
La ligne s'étend sur 32,8 kilomètres d'Osasco à Grajaú, en passant par dix-huit gares. Elle relie la région sud de la municipalité de São Paulo à la municipalité d'Osasco, couvrant presque toute la longueur de la voie marginale de la rivière Pinheiros. La ligne est inaugurée, déjà électrifiée, en 1957 par l'Estrada de Ferro Sorocabana afin de raccourcir la distance entre le centre de la Capitale et la descente des montagnes faite par la ligne Mairinque-Santos. Les services de banlieue ont commencé au même moment, au départ de la gare Júlio Prestes et atteignant, plus tard, la lointaine gare d'Evangelista de Souza, à l'extrême sud de la municipalité de São Paulo, presque à la limite de la Serra do Mar. Les trains circulaient sur une voie unique à voie métrique et la plupart de leurs gares n'étaient que des structures précaires. En 1971, elle est incorporée à Fepasa, qui a commencé à l'appeler ligne sud (pt). À la fin de la décennie, la Fepasa a interrompu les services suburbains pour la duplication de la voie et l'élargissement de l'écartement à 1,60 mètre. En 1981, les services ont été rouverts, au départ d'Osasco pour Pinheiros, pour atteindre à nouveau la gare de Jurubatuba en 1987.
En 1992, une extension opérationnelle de Jurubatuba à Varginha est inaugurée, qui a circulé jusqu'en 2001. Ce tronçon utilisait toujours les rails à voie métrique d'origine de Sorocabana, maintenus par Fepasa.

### Ligne CPTM (1996-2021)
À partir de 1996, la ligne a commencé à être gérée par Companhia Paulista de Trens Metropolitanos (CPTM), étant la ligne C - Céleste. Sur la base d'un projet lancé sous l'administration de FEPASA, appelé «Dynamisation de la ligne sud», la CPTM a commencé en 1998 à restructurer la ligne, en construisant sept autres stations, dont six entre la longue distance entre Pinheiros et Santo Amaro, le caractérisant avec le modèle de métro de surface. Il était alors prévu de l'intégrer efficacement dans le réseau de métro, devenant ainsi la ligne 9.
Depuis octobre 2007, la ligne a été rebaptisée "Ligne Émeraude" par décret du gouverneur José Serra, lorsqu'elle a été livrée avec la gare d'Autódromo, et a commencé à être gérée conjointement par le métro et la CPTM. Le 21 avril 2008, dans le cadre du projet d'extension de la ligne Émeraude à l'extrémité sud de la ville de São Paulo, la gare de Primavera-Interlagos et la gare de Grajaú ont été inaugurées, en plus de 8,5 km de voies nouvelles, réutilisant le lit de l'ancienne ligne sud de Fepasa. La gare de Grajaú dispose d'un terminus d'autobus intégré, construit simultanément par la mairie. La ligne a reçu douze nouveaux trains de quatre voitures chacun, qui sont en service depuis novembre 2008. En 2010 et 2011, il a reçu plus de trains de huit voitures chacun (seize de quatre voitures), en raison de la prévision d'une forte augmentation de la demande avec l'inauguration de la ligne 4 du métro de São Paulo et l'intégration entre les deux lignes à la gare de Pinheiros, ouverte en juin 2011. En 2013, CPTM a commencé la construction de deux autres stations, la gare de Mendes-Vila Natal et la gare de Varginha, en plus de 4,5 kilomètres de nouvelles routes vers l'extrémité sud. Lorsque le nouveau tronçon sera achevé, le CPTM atteindra entièrement la route de l'ancienne extension opérationnelle à Varginha, commencée en 1992 par Fepasa, à travers les rails d'origine de Sorocabana. Le gouverneur de São Paulo, Geraldo Alckmin, a annoncé le 29 juin 2011 l'achat de huit trains supplémentaires d'ici 2012. Alckmin a également déclaré que deux autres stations de la ligne Esmeralda faisaient l'objet d'un appel d'offres : Mendes-Vila Natal et Varginha. « La ligne 9 recevra quatre autres trains cette année, soit 32 voitures, et quatre de plus l'année prochaine. Il y a huit trains au total, soit 64 voitures de plus. Et la ligne gagnera deux gares supplémentaires et plus six kilomètres de voies ferrées. Nous soumissionnons maintenant sur le projet exécutif, et les travaux commenceront l'année prochaine. Ensuite, nous aurons les stations Mendes et Varginha », a-t-il déclaré. Par la suite, le tronçon Grajaú - Varginha est entré en travaux de construction, la livraison initiale étant prévue pour 2017, révisée ultérieurement pour 2018.
En avril 2016, Triunfo Participações e Investimentos S / A (TPI) a présenté une déclaration d'intérêt privé pour un PPP (partenariat public-privé) impliquant la concession des lignes 8 et 9,. En février 2019, le gouvernement de l'État prévoyait de lancer le processus de concession en mai.

### Ligne ViaMobilidade (depuis 2021)
Le 20 avril 2021 le consortium ViaMobilidade composé des sociétés CCR et RUASinvest, est l'adjudicataire de la concession d'exploitation de la ligne 9, pour une durée de trente ans. Le contrat de concession est signé et le transfert de la ligne est réalisé le 27 janvier 2022.

## Caractéristiques

### Ligne
La ligne a son début situé à la jonction avec la ligne 8 de la CPTM dans la municipalité d'Osasco, où elle a deux gares : Osasco et Presidente Altino. Dès lors, les autres stations se trouvent dans la capitale de São Paulo. Après le pont Nova Fepasa sur la Marginal Pinheiros et la Pinheiros, la ligne longe la rivière pratiquement tout au long de son cours (de Ceasa à Santo Amaro) et la Jurubatuba (entre Santo Amaro et Jurubatuba), en s'en éloignant à partir du moment où elle fait le contour à côté de la décharge sanitaire de Piratininga pour accéder au pont qui traverse la rivière Jurubatuba. Après avoir traversé la rivière, la ligne continue vers le sud à travers l'ancienne voie ferrée qui atteignait la côte de São Paulo, via la gare d'Evangelista de Souza. Dans ce tronçon, la ligne atteint le quartier de Grajaú, où le point final de la ligne est situé au terminus intermodal de Grajaú. Une fois les travaux d'extension terminés, l'extrémité de la ligne passera à la gare de Varginha, à 4,5 km au sud.

### Gares

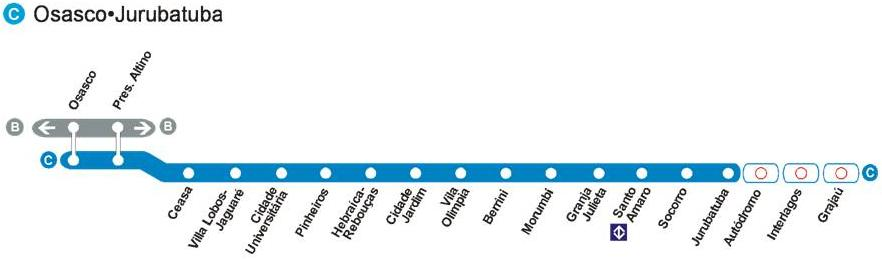
Plan précédent de la ligne

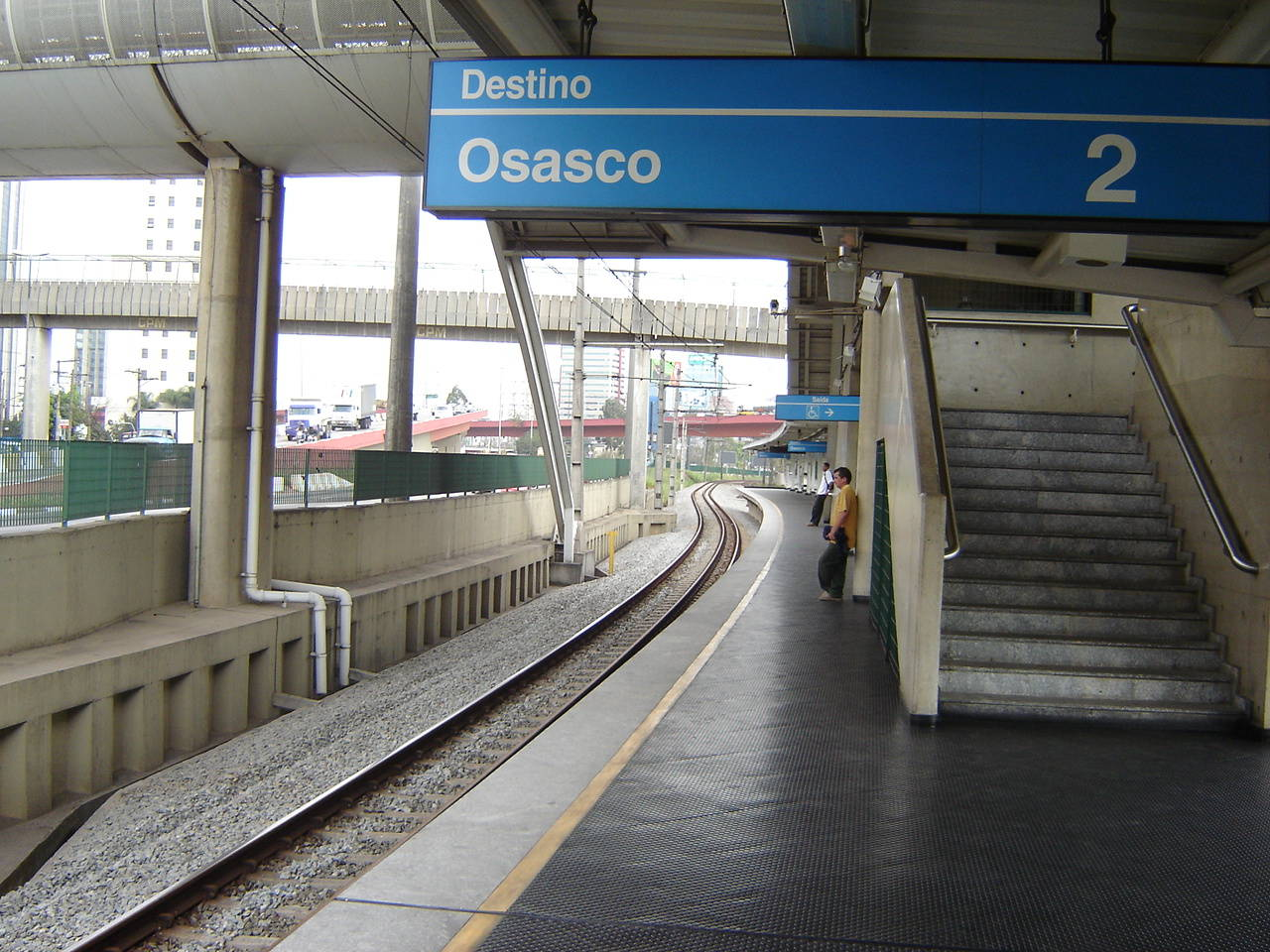
Gare de Vila Olímpia

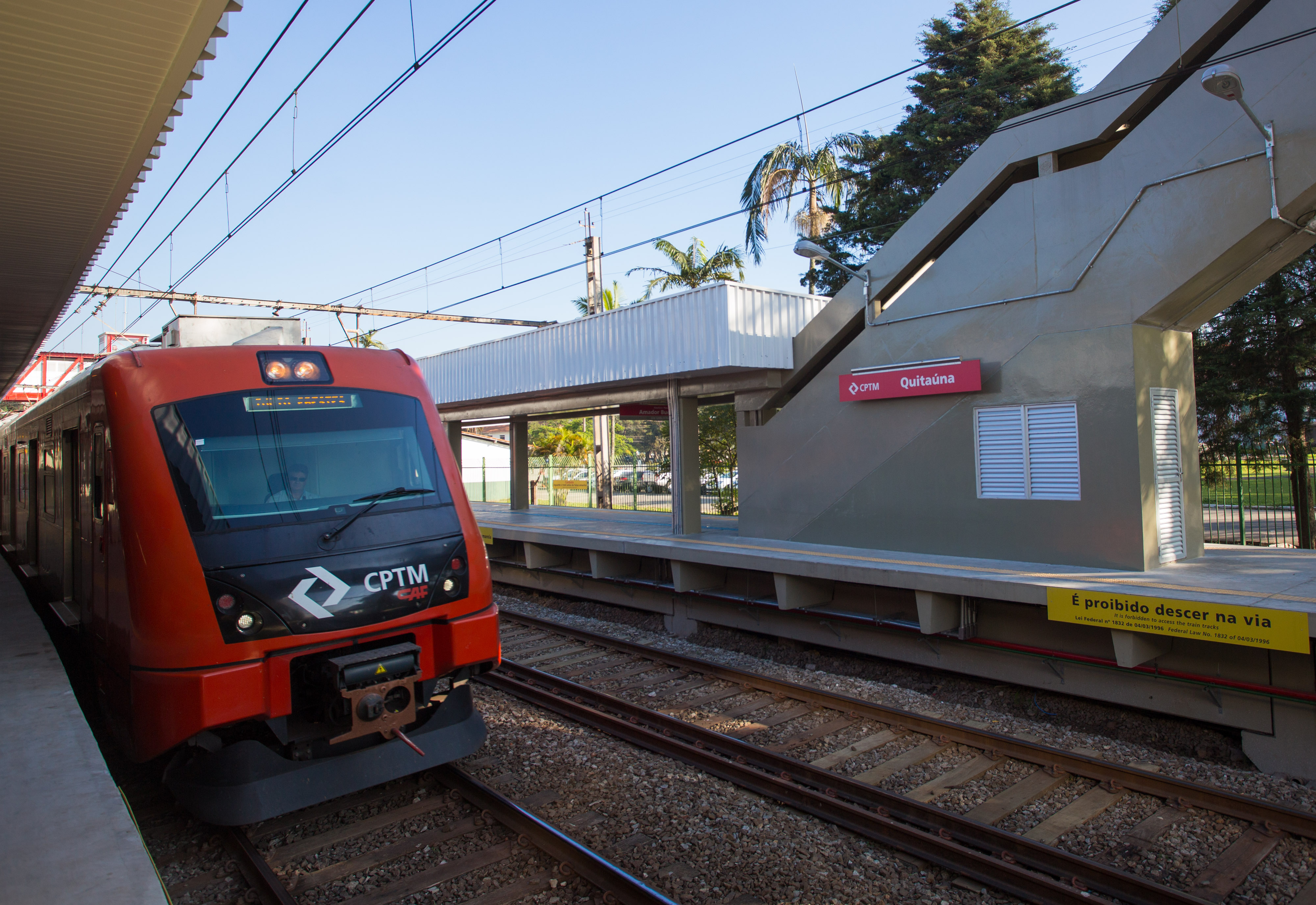
Série 8000

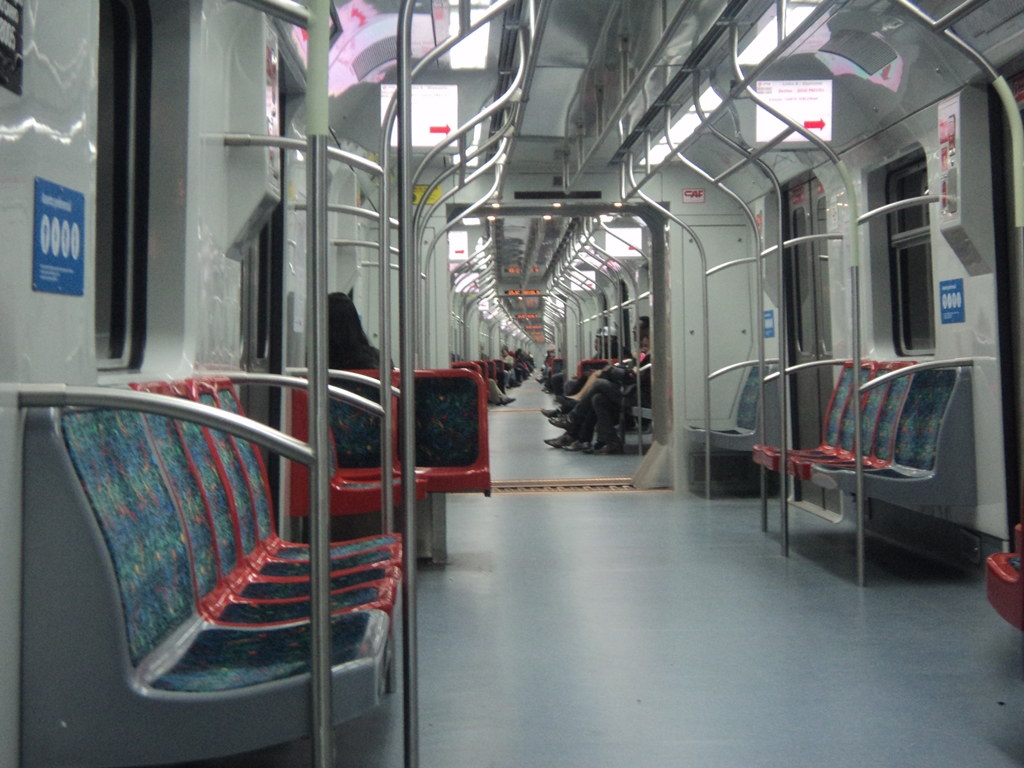
Intérieur du train série 8000

- Osasco
- Presidente Altino
- Ceasa
- Villa Lobos-Jaguaré
- Cidade Universitária
- Pinheiros
- Hebraica-Rebouças
- Cidade Jardim
- Vila Olímpia
- Berrini
- Morumbi
- Granja Julieta
- João Dias
- Santo Amaro
- Socorro
- Jurubatuba
- Autódromo
- Primavera–Interlagos
- Grajaú
- Varginha

## Projets

### Gares
Au fil des ans, des projets de deux nouvelles stations sur la ligne 9 ont vu le jour : João Dias et Pedreira. La gare de João Dias est un projet né dans les années 1980 lors du plan de rénovation du train métropolitain de Fepasa. Après l'exécution du plan au tournant du XXe au XXIe siècle, la gare de João Dias n'a pas été construite. En 2010, le projet est apparu dans le plan directeur du CPTM (2010), dont la construction est prévue à l'horizon 2025, avec une moyenne quotidienne des utilisateurs (MDU) de 8119.
Récemment, l'entreprise de construction Brookfield Brasil a érigé un ensemble de bâtiments commerciaux appelés 17007 Nações, qui abriteront 10 000 personnes, en marge de la ligne 9 et de la Marginal Pinheiros. En contrepartie de l'impact sur le trafic, considéré comme un pôle générateur de trafic, Brookfield a proposé la construction de la gare de João Dias, laissant une zone sur le site de l'entreprise 17007 Nações pour la construction de la mezzanine de la future station. Le 1er mars 2019, une entente a été signée entre la CPTM et Brookfield (via sa filiale Tegra) prévoyant le don du projet de la station et des surfaces nécessaires. Le projet prévoit l'implantation de la gare de João Dias entre les gares de Granja Julieta et Santo Amaro.

### Ateliers
La CPTM prévoit une croissance de la demande qui nécessitera une expansion du matériel roulant de la ligne 9. Actuellement, les lignes 8 et 9 divisent l'atelier Presidente Altino. En 2013, le projet de construction de l'atelier Presidente Altino II a été présenté. D'une superficie de 30 000 m2 et d'un coût de 165 millions de reais, l'atelier comprendra des blocs d'officines, un laboratoire électronique, des entrepôts, des stations d'épuration et de traitement des déchets industriels et des blocs administratifs. Les travaux ont débuté en janvier 2013 et sont paralysés par manque de ressources. Le gouvernement de l’État compte accorder les lignes 8 et 9 et que le futur concessionnaire reprendra les travaux à titre contractuel,.
Un autre atelier conçu pour la ligne 9 est l'atelier Ceasa, dont les travaux dépendent de la future concession des lignes 8 et 9.

### Signalisation
En 2009, CPTM a passé un contrat avec les sociétés Alstom et Ansaldo STS pour la mise en œuvre du système de signalisation Automatic Train Operation afin de réduire les intervalles entre les lignes jusqu'à trois minutes. D'un budget de 169,9 millions de reais, le projet est paralysé par manque de ressources, bien que 103,9 millions (soit 61% du contrat) aient déjà été payés par le CPTM.

### Énergie
L'expansion du parc nécessite une augmentation de la puissance installée. Pour cela, la CPTM a conçu deux nouvelles sous-stations, à proximité des stations Socorro et Cidade Jardim. Cependant, les travaux n'ont même pas quitté le papier (bien qu'un grand chantier de construction ait été installé à côté de la gare de Socorro). Le gouvernement de l’État compte accorder les lignes 8 et 9 et que le futur concessionnaire reprendra les travaux à titre contractuel,.